# Kaktovik
Kaktovik (übersetzt „Wo man netzfischen geht“) ist eine Stadt im North Slope Borough im Bundesstaat Alaska in den Vereinigten Staaten. Das U.S. Census Bureau hat bei der Volkszählung 2020 eine Einwohnerzahl von 283 ermittelt.

## Geografie
Kaktovik liegt am nördlichen Ufer von Barter Island zwischen den Okpilak- und Jago Rivern an der Küste der Beaufortsee. Das Gebiet liegt im 78.053 km² umfassenden Naturschutzgebiet Arctic National Wildlife Refuge. Es herrscht ein arktisches Klima mit wenig Niederschlag.

## Geschichte
Kaktovik wurde von den indigenen Inupiat-Eskimos besiedelt. Bis gegen Ende des 19. Jahrhunderts war die Gegend ein Haupthandelsplatz für die Inupiat. Von besonderer Bedeutung war die Fischerei. In den 1950er-Jahren zogen Siedler aus dem nördlichen Alaska in die Gegend, um am Bau einer Start- und Landebahn sowie einer Radarstation der Distant Early Warning Line mitzuwirken. 1971 wurde Kaktovik als City inkorporiert.

## Wirtschaft und Infrastruktur
Die Infrastruktur stellt der North Slope Borough zur Verfügung. Es gibt in Kaktovik eine Schule und ein Krankenhaus, die Kaktovik Clinic. Die Einwohner ernähren sich hauptsächlich von Karibu-Fleisch. Arbeitsmöglichkeiten bieten die Schule, das Krankenhaus sowie die Verwaltung der Stadt und des Boroughs. In der Nähe von Kaktovik befindet sich ein bekannter Flughafen, der Barter Island LRRS Airport, der die einzige ganzjährige Erreichbarkeit des auf dem Landweg isolierten Gebietes sicherstellt.

## Demografie
Zum Zeitpunkt der Volkszählung im Jahre 2000 (U.S. Census 2000) hatte Kaktovik 293 Einwohner auf einer Landfläche von 2,0 km². Das Medianalter betrug 32,1 Jahre (nationaler Durchschnitt der USA: 35,3 Jahre). Das Pro-Kopf-Einkommen (engl. per capita income) lag bei US-Dollar 22.031 (nationaler Durchschnitt der USA: US-Dollar 21.587). 6,6 % der Einwohner lagen mit ihrem Einkommen unter der Armutsgrenze (nationaler Durchschnitt der USA: 12,4 %). Etwa 84 % der Einwohner von Kaktovik sind indigener Abstammung, die in dem bundesweit anerkannten Indianerreservat The Kaktovik Village (auch bekannt als The Barter Island Village) leben. Bedingt auch durch die Abgeschiedenheit des Gebietes bewahren die Inupiat-Eskimos ihre alten Traditionen. So ist der Besitz von und der Handel mit Alkohol im Reservat verboten.